# Ngân hàng đầu tư Kumho
Ngân hàng đầu tư Kumho Co, Ltd. (hangul:금호종합금융, Geumho Jonghap Geumyung) là một ngân hàng Hàn Quốc. Trụ sở chính tại Geumnamro-5-ga Dong-gu Gwangju, Hàn Quốc. Được thành lập vào năm 1974. Một ngân hàng thuộc sở hữu của Tập đoàn Kumho Asiana. CEO của "Ngân hàng đầu tư Kumho" là Lee Ki Soo (이기수).

## Liên kết
- Trang chủ Ngân hàng đầu tư Kumho Lưu trữ ngày 9 tháng 12 năm 2012 tại archive.today (tiếng Hàn)